# 康斯薇露·范德比尔特
康斯薇露·范德比尔特（英語：Consuelo Vanderbilt，1877年3月2日—1964年12月6日）是范德比爾特家族的成员。她和第九代馬爾博羅公爵之间的婚姻被认为是镀金时代中“无爱的婚姻”的经典例子。